# チャフカッター

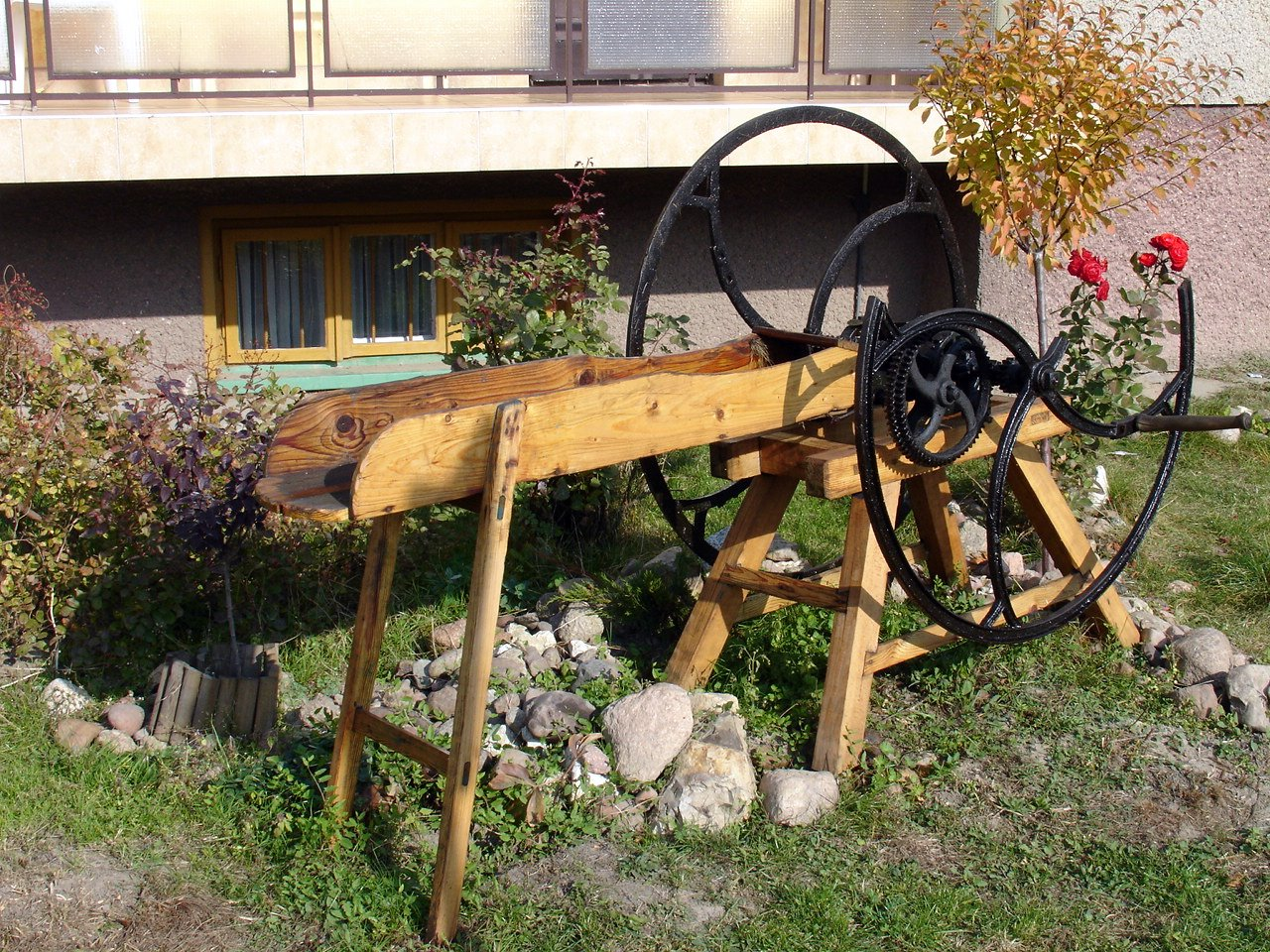
手動のチャフカッター。

チャフカッター（英語: chaff cutter）とは、干し草（干した飼料作物やわら）を小さく切り刻むために、かつて使用された農具である。これは、家畜のウマやウシなどの飼料となる干し草を、適切なサイズに切り刻むために、ヨーロッパなどで用いられてきた。しかし、後にチャフカッターで行っていた作業は自動化（機械化）されて、それらの機械に取って代わられていった。